# Sharon Next
Sharon Next ist eine Electro-Wave-Band aus Wien, die seit den frühen 1990er-Jahren aktiv und eine feste Größe in der schwarzen Szene ist.

## Geschichte
1997 produzierte Carlos Perón (Gründungsmitglied der Band Yello) ihr Debütalbum. Mit dem ersten Album im Gepäck spielten Sharon Next im Vorprogramm von Bands wie VNV Nation, The Crüxshadows, Anne Clark, Blutengel und Wayne Hussey.
Zum Album Fast Farewell gingen Sharon Next 2013 mit Diary of Dreams auf Tour. Aufgrund der Resonanz auf den Song Der Hase erschien eine EP, auf der sich auch Remixe von Nico Wieditz (And One), Sebastian Komor (Icon of Coil), und Sami (Faderhead) finden. Die EP schaffte es auf Platz 1 der EAC Charts und war auch in den DAC Charts vertreten. 2015 folgte die CD Auto.One.
Feste Mitglieder sind Michael Ruin (Keyboard) und Helmut Prixs (Gesang). Live wird Sharon Next von wechselnden Musikern unterstützt. Zur aktuellen Besetzung zählen seit 2019 der Musiker, Autor und Schauspieler Clemens Haipl am Bass und der Gitarre sowie Maximilian Schachner (u. a. bei den Bands Black Palm Orchestra, Jonas Goldbaum und Portha Cut tätig) am Schlagzeug. In dieser Konstellation wurde im Herbst 2019 in den Hansa Studios in Berlin das Album Hansa, Here We Come aufgenommen. Auf dem Album befinden sich ausschließlich Neuaufnahmen bereits erschienener Lieder, unter anderem Der Hase. Der Titel Hansa, Here We Come spielt auf das Album Strangeways, Here we Come der britischen Band The Smiths aus dem Jahr 1987 an, der Lieblingsband von Ruin und Prixs. Michael Ruin verstarb im März 2024.

## Stil
Stilistisch geben Sharon Next Einflüsse von New Order, Joy Division und Depeche Mode an.

## Diskografie
- 1997: The Forgotten Track (EP, Eigenvertrieb)
- 2000: Sharon Next (EP, Eigenvertrieb)
- 2003: Happiness for Hire (KM-Musik)
- 2008: Embrace in Holyhead (Codeline Records)
- 2010: Fast Farewell (Danse Macabre)
- 2012: Der Hase (EP, afmusic)
- 2015: Auto.One (Timezone)
- 2018: Auto.Hotel (Digital-EP, Eigenvertrieb)
- 2020: Hansa, Here We Come (Arenberg Records)
- 2020: The Former Returns (Digital-Single, Arenberg Records)